# Abd al-Hakk ben Sayf al-Din al-Dhilawi al-Bukhari Abu l-Majid
Abd al-Hakk ben Sayf al-Din al-Dhilawi al-Bukhari Abu l-Majid (Delhi gener de 1551-30 de juny de 1642) fou un escriptor indi.
Va ensenyar a Delhi durant cinquanta anys. Va tenir el favor de Djahangir. La seva obra principal és Talif salb al-alif fi kitabati fihrist al-tawalif, on en un appendix relaciona als poetes i escriptors de Delhi del seu temps.